# 沃通加龍屬
沃通加龍屬（屬名：Watongia）是合弓綱盤龍目的一屬，生存於二疊紀中期的北美洲。化石發現於美國奧克拉荷馬州布萊恩縣的沃通加（Watonga），屬於奇克夏組（Chickasha Formation）地層。參考其他早期合弓類，沃通加龍的身長約2到2.5公尺，是蜥代龍科的最大型物種。
目前只有唯一種，W. meieri，最初被歸類於麗齒獸科，之後被歸類於始巨鱷科。在近年被歸類於盤龍目的蜥代龍科。

## 外部連結
- The main groups of non-mammalian synapsids at Mikko's Phylogeny Archive （页面存档备份，存于）